# 孔照年
孔照年（1925年—2019年2月2日），山东平阴刁山坡镇孔集村人，中国人民解放军将领。

## 生平
1940年9月参加八路军东阿县抗日游击三大队。1941年1月整编入八路军冀鲁豫军区八分区八团三连。历任战士、副班长、班长、八团轮训队班长、三连班长、三连文化教员。1942年12月入党。1944年冬八团南下创建水西军分区。1945年6月任冀鲁豫十二分区西商大队副指导员。1945年8月，编入中原军区一纵队二旅四团。1946年6月中原突围，该团5次当前卫、5次当后卫，突围到鄂西北房县地区。1947年6月任中原独立旅四团6连副指导员。1947年10月任中原独立旅四团6连连长。1947年12月，随部队编为江汉军区独立旅一团副营长、营长、团参谋长。1949年7月任湖北军区独立一师一团轮训队队长。
1950年2月任湖北军区独立一师一团司令部管理参谋。1950年5月任湖北军区独立一师一团三营副营长。1950年9月湖北军区独立一师一团三营长。1951年4月随部队改编为恩施军分区独立一团任参谋长。1951年冬调入中南海军。1952年1月任海军万虎水警区巡逻艇大队参谋长。1953年9月任巡大副大队长。1955年3月任巡大大队长。1958年8月入海军军事学院基本系三年制。1961年8月任某猎潜艇大队大队长。1964年2月任汕头水警区参谋长。1964年8月任汕头水警区副司令员。1965年“八六海战”任海上总指挥。1969年5月任汕头水警区司令员。1970年1月任海军广州基地副司令员（司令未到职）。1973年7月任海军副司令员。1979年10月任海军工程学院副院长。1983年8月任海军东海舰队副司令员。1989年8月离休。
1962年6月晋升海军中校。中共第十届、第十一届中央委员。曾获三级独立自由勋章、三级解放勋章。